# Francesco Buonamici (filosofo)

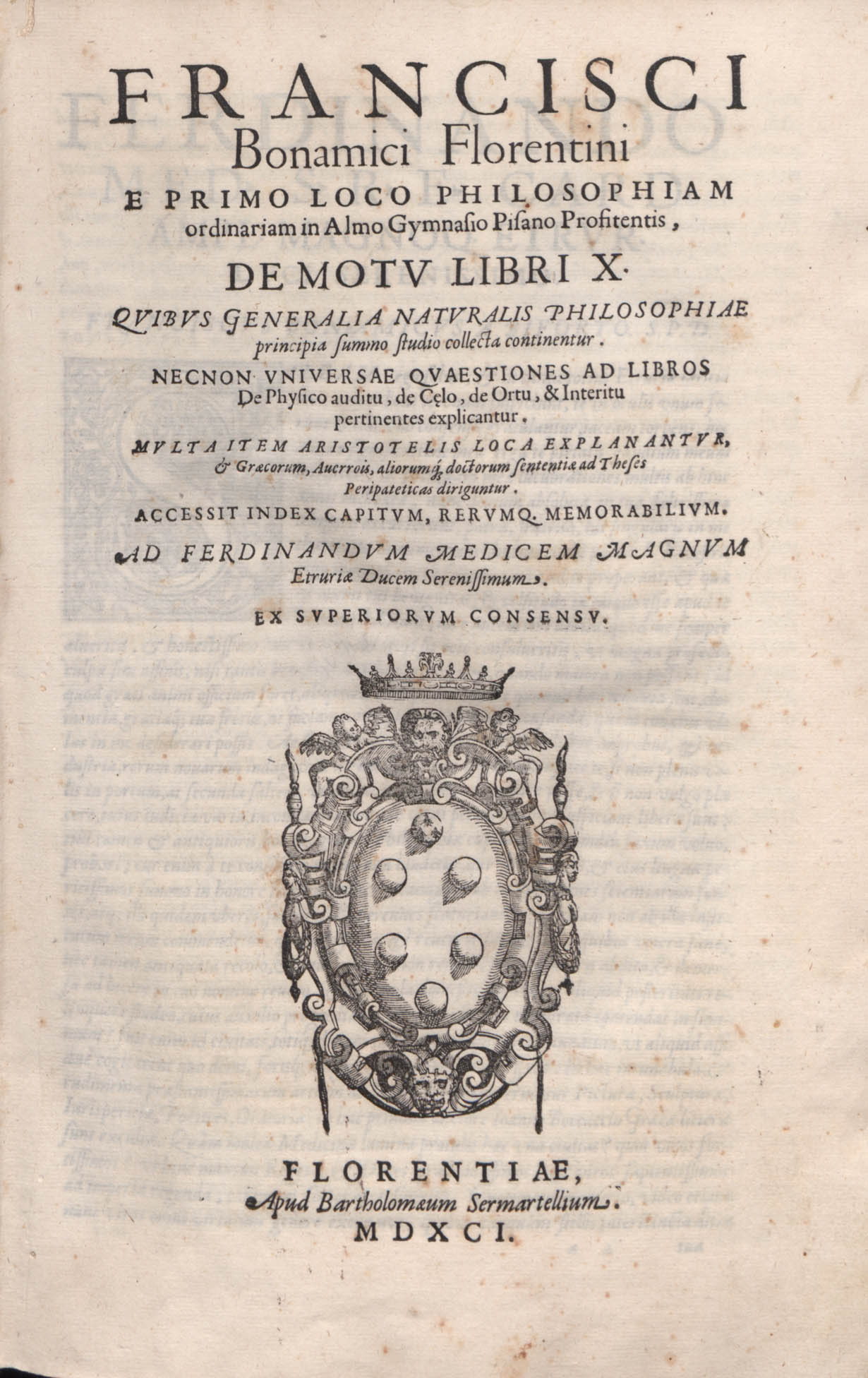
De motu, 1591

Francesco Buonamici (Firenze, 1533 – Orticaia, 29 settembre 1603) è stato un medico, filosofo e scrittore italiano della seconda metà del XVI secolo.

## Biografia
Francesco Buonamici ha studiato allo Studio di Firenze, dove ha seguito i corsi di greco con l'umanista Piero Vettori (si conservano alcune lettere scambiate tra i due).
Medico, professore di filosofia naturale, grecista e latinista, Francesco Buonamici si è ispirato molto agli antichi testi che commentava (Aristotele, Averroè, Nicomaco e altri).
È stato uno dei maestri di Galileo all'università di Pisa.

## Opere
- (LA) De Motu libri X, quibus generalia naturalis philosophiae principia summo studio collecta continentur, Firenze, Bartolomeo Sermartelli, 1591. in-fol. XX-1011 p. e indice
- Discorsi poetici nella accademia fiorentina in difesa d'Aristotile, appresso Giorgio Marescotti, Firenze, 1597, in-4, VII-156 p.
- De Alimento libri V, B. Sermartellium juniorem, 1603, Firenze, in-4 ̊, XXII-759 p. e indice, fig.